# Aigremont (Yonne)
Aigremont – miejscowość i gmina we Francji, w regionie Burgundia-Franche-Comté, w departamencie Yonne.
Według danych na rok 1990 gminę zamieszkiwało 58 osób, a gęstość zaludnienia wynosiła 9 osób/km² (wśród 2044 gmin Burgundii Aigremont plasuje się na 852. miejscu pod względem liczby ludności, natomiast pod względem powierzchni na miejscu 1148.).